# 書山
書山（穆麟德轉寫：šušan，？—1775年），鈕祜祿氏，字英崿。中國滿洲鑲黃旗人，中國清朝政府官員，他於1742年接替舒輅出任巡視台灣監察御史，該官職滿漢人各一，而滿人的他與熊學鵬為同任御史，1744年任滿升任吏科掌印給事中。
1747年，福建巡撫上奏朝廷1739年－1747年之歷任巡臺御史除了養廉銀之外，強索各縣提供「輪值供應」賄金。兩巡臺出巡台灣南北兩路過程中，又要求各縣措辦強加夫車、除此相關官員也多濫准差拘，多留胥役，滋擾地方。因此，他以「積習相沿，因循滋弊」罪名被革職留任查辦。